# Especie química
En química, el término especie química se usa comúnmente para referirse de forma genérica a átomos, moléculas, iones, radicales, etc. que sean el objeto de consideración o estudio.
Generalmente, una especie química puede definirse como un conjunto de entidades moleculares químicamente idénticas que pueden explorar el mismo conjunto de niveles de energía molecular en una escala de tiempo característica o definida. El término puede aplicarse igualmente a un conjunto de unidades estructurales atómicas o moleculares químicamente idénticas en una disposición sólida.
En química supramolecular, especies químicas son aquellas estructuras supramoleculares cuyas interacciones y asociaciones se producen a través de procesos intermoleculares de enlace y ruptura.